# Aniela Steinsbergowa

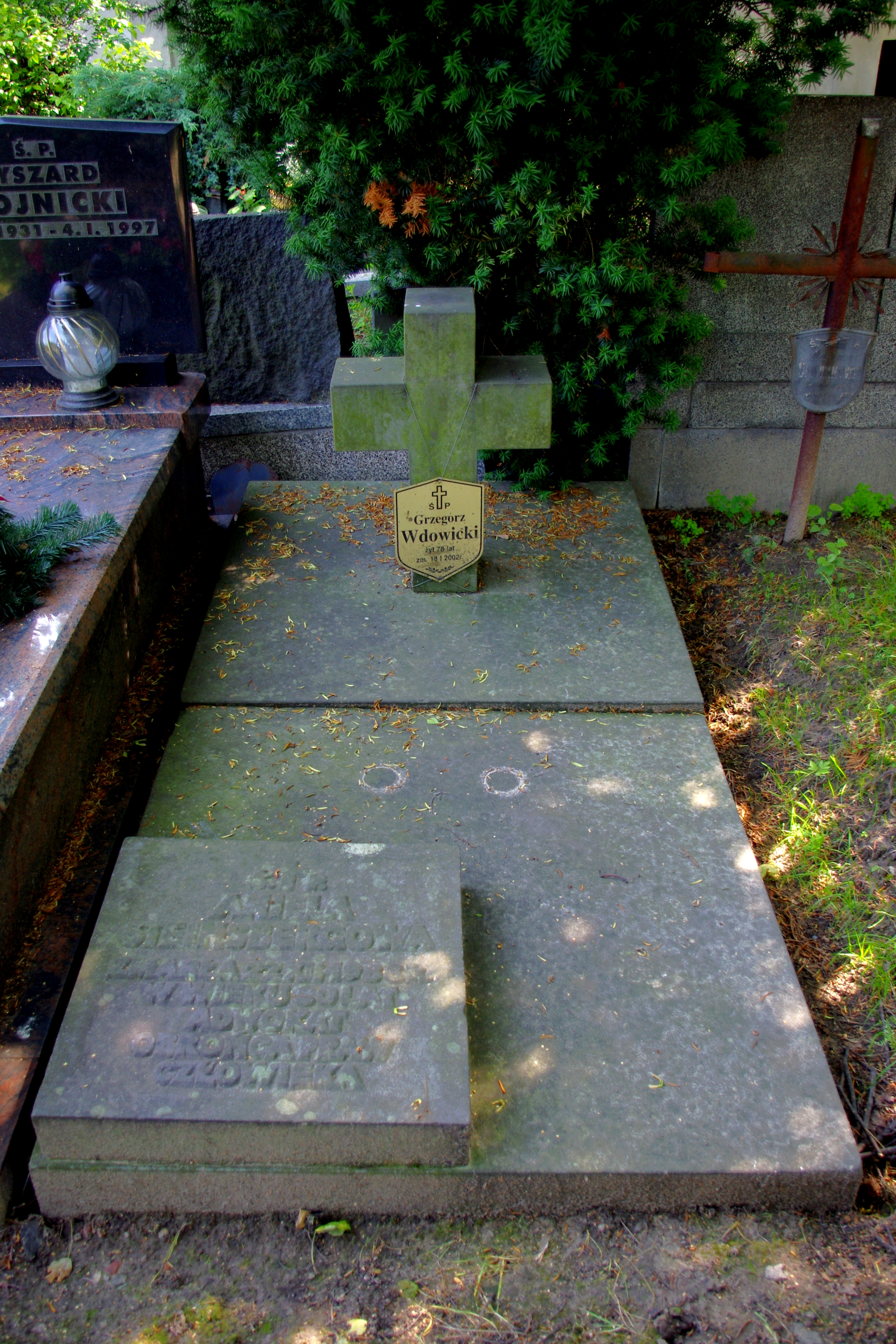
Grób Anieli Steinsbergowej na cmentarzu ewangelicko-reformowanym w Warszawie, zdjęcie z dnia 29 czerwca 2013

Aniela Zofia Steinsbergowa z domu Berlinerblau (ur. 27 czerwca 1896 w Wiedniu, zm. 22 grudnia 1988 w Warszawie) – polska prawniczka, społeczniczka i tłumaczka żydowskiego pochodzenia, adwokatka w wielu procesach politycznych i – po 1956 – rehabilitacyjnych (w 1968 pozbawiona prawa wykonywania zawodu), działaczka Polskiej Partii Socjalistycznej, współzałożycielka Komitetu Obrony Robotników i Komitetu Samoobrony Społecznej „KOR”.

## Życiorys
Urodziła się w Wiedniu w zamożnej rodzinie zasymilowanych polskich Żydów, jako córka Józefa (zm. 1935), który ukończył Konserwatorium Muzyczne w Warszawie, a później uzyskał habilitację z chemii na uniwersytecie w Bernie i był właścicielem (a także dyrektorem) fabryki przerobu juty Stradom w Częstochowie, oraz Heleny z domu Oppenhem (Oppenheim; 1870–1939), absolwentki warszawskiej Szkoły Rysunku. Miała troje rodzeństwa: siostra Dorota (1898–1943) była malarką, brat Adolf (1900–1977) inżynierem chemikiem i dyrektorem technicznym fabryki Stradom (w czasie II wojny światowej osiadł w Stanach Zjednoczonych), drugi brat Tadeusz (1907–1941 lub 1942) ukończył Akademię Sztuk Pięknych w Krakowie i pracował jako architekt w pracowni Szymona Syrkusa w Warszawie (zginął we Lwowie z rąk Ukraińców).
Dzieciństwo i młodość spędziła w Warszawie. W 1905 rozpoczęła naukę szkolną, a jej nauczycielką była m.in. Stefania Sempołowska, działaczka doby rewolucji 1905 roku, organizatorka pomocy dla więźniów politycznych, z którą w bliskich związkach pozostawała aż do jej śmierci.
Po ukończeniu studiów w 1920 na Uniwersytecie Warszawskim, rozpoczęła aplikację adwokacką u Leona Supińskiego. Po ślubie w 1921 zamieszkała w Krakowie, gdzie własną, uznaną kancelarię adwokacką prowadził jej mąż Emil Steinsberg (1879–1943). W 1931 została wpisana na listę adwokatów, co uczyniło ją jedną z pierwszych w Polsce kobiet-adwokatów. Należała do Zrzeszenia Prawników Socjalistów, od 1934 była członkinią Polskiej Partii Socjalistycznej. Podejmowała się obrony komunistów i robotników – była jednym z adwokatów, którzy bronili w 1936 robotników krakowskiej fabryki Semperit, oskarżonych o udział w krwawych zamieszkach, które wybuchły po stłumieniu z użyciem broni przez policję robotniczej demonstracji.
Podczas II wojny światowej  w konspiracji PPS w Krakowie, blisko współpracowała z Józefem Cyrankiewiczem, współredagowała podziemny biuletyn „Wolność”. Po aresztowaniu Józefa Cyrankiewicza w 1941 ukrywała się w Warszawie i pracowała w Radzie Pomocy Żydom Żegota (referacie żydowskim Delegatury Rządu na Kraj), wyszukując kryjówki dla uciekających na aryjską stronę Żydów. Należała wówczas do Polskiej Partii Socjalistycznej – Wolność, Równość, Niepodległość, uczestniczyła w pracy zespołów problemowych przygotowujących nowy program partii. Wtedy też opiekowała się ciężko chorą Stefanią Sempołowską, do czasu jej śmierci w 1944.
Bezpośrednio po wojnie pracowała w Biurze Prawnym Prezydium Rady Ministrów (w latach 1948–1952 jako zastępczyni dyrektora), które zajmowało się legislacyjną poprawnością rządowych aktów prawnych. Od 1946 należała do „lubelskiej” PPS, a od 1948 do PZPR, z której wystąpiła w 1955. Od 1954 zaczęła pracować ponownie jako adwokatka. W 1955 razem z mecenasem Władysławem Winawerem reprezentowała Kazimierza Moczarskiego, późniejszego autora Rozmów z katem. W 1956 oboje obrońcy doprowadzili do zwolnienia więźnia, wznowienia procesu i rozprawy rehabilitacyjnej. Reprezentowała także innych oficerów Armii Krajowej i pracowników Delegatury Rządu skazanych pod nieprawdziwymi zarzutami. Wrażenia z tamtych procesów spisała w swojej kronice Widziane z ławy obrończej wydanej przez Instytut Literacki w Paryżu.
Od 1955 do 1962 była członkinią Klubu Krzywego Koła. Broniła w procesach sądzonych członków Klubu – Hannę Rewską (1958–1959) i Annę Rudzińską (1962). Po rozwiązaniu Klubu uczestniczyła w nieformalnych kontaktach jego najaktywniejszych działaczy, blisko współpracując zwłaszcza z Janem Józefem Lipskim i Janem Olszewskim. Udzielała wielu porad prawnych osobom zaangażowanym w działania opozycyjne, broniła m.in. w procesie Jacka Kuronia i Karola Modzelewskiego (1965). Jako adwokatka angażowała do obecności na sali rozpraw i gestów solidarności z oskarżonymi znanych intelektualistów (po raz pierwszy w 1956 w sprawie Moczarskiego). Występowała także w obronie oskarżanych o publikowanie na Zachodzie Januarego Grzędzińskiego i Jana Nepomucena Millera. Udzielała porad prawnych studentom angażującym się w akcje protestu na Uniwersytecie Warszawskim, m.in. Adamowi Michnikowi. Od 1967 była przedmiotem działań ze strony Służby Bezpieczeństwa, wymierzonych też w innych adwokatów podejmujących obronę krytyków reżimu. W kwietniu 1968 Ministerstwo Sprawiedliwości wszczęło przeciw niej postępowanie, blokując możliwość wykonywania zawodu i ostatecznie w 1970 przenosząc ją na emeryturę.
Od 1968 należała do grupy przedwojennych działaczy PPS próbujących skupiać się dla obrony praw obywatelskich i utrzymujących kontakty z Adamem Ciołkoszem, przywódcą PPS na emigracji (na czele grupy stali Józef Stopnicki i Ludwik Cohn). Z tego powodu przeprowadzono u niej i kilku innych działaczy socjalistycznych rewizję 25 listopada 1971 i wszczęto śledztwo umorzone 29 marca 1972. Prawdopodobnie była autorką opublikowanego w Paryżu w 1972 instruktażu zachowania na wypadek aresztowania i śledztwa. Inwigilowana przez SB, miała założony podsłuch w swoim mieszkaniu.
W 1975 należała do inicjatorów Listu 59, przeciwko projektowi zmian w Konstytucji PRL. Pomysł kampanii konstytucyjnej powstał w jej mieszkaniu. Podpisała też list 14 ze sprzeciwem wobec umieszczenia w konstytucji zapisu o „przyjaźni” z ZSRR. W czerwcu 1976 sygnowała list solidaryzujący się z robotnikami represjonowanymi w Radomiu i Ursusie. Była członkinią założycielką Komitetu Obrony Robotników. Odegrała istotną rolę w nadaniu odpowiedniej formuły prawnej KOR-u, utrudniającej władzom represje. Korygowała od strony prawnej dokumenty KOR, następnie Komitetu Samoobrony Społecznej „KOR”. W jej mieszkaniu zbierała się komisja redakcyjna KSS „KOR”, przygotowująca teksty oświadczeń komitetu. Blisko współpracowała również z Biurem Interwencyjnym KSS „KOR”.
W 1980 sygnowała – wraz z Ludwikiem Cohnem, Edwardem Lipińskim i Zbigniewem Romaszewskim – „Raport Madrycki o przestrzeganiu praw człowieka i obywatela w Polsce”. W grudniu 1980 należała do inicjatorów Komitetu Obrony Więzionych za Przekonania powołanego przy władzach krajowych NSZZ „Solidarność”, a także do twórców Stowarzyszenia „Patronat”. W 1983 rozesłała do niektórych czasopism oraz opublikowała w podziemiu pod własnym nazwiskiem broszurę „Proces KSS <KOR>: refleksje i analogie”, w której dowodziła bezpodstawności zarzutów karnych postawionych aresztowanym działaczom Komitetu. Angażowała się też w przygotowywanie ich obrony, a w 1984 uczestniczyła w odbywanych pod protekcją Episkopatu Polski rozmowach na temat warunków uwolnienia więźniów politycznych.
W 1983 opublikowała w paryskich „Zeszytach Historycznych” artykuł negatywnie oceniający postawę sędziów orzekających w procesach politycznych okresu stalinowskiego. Na krótko przed śmiercią zaangażowała się w próbę reaktywacji Polskiej Partii Socjalistycznej, do której należała w 1988.
W latach 50. była redaktorką pism zebranych Stefanii Sempołowskiej. Przetłumaczyła m.in. Smutek tropików i Totemizm Claude’a Lévi-Straussa.
Zmarła w Warszawie. Jest pochowana na cmentarzu ewangelicko-reformowanym przy ulicy Żytniej (kwatera 15-3-2).

## Odznaczenia
- Złoty Krzyż Zasługi (1948)[19]
- Krzyż Komandorski Orderu Odrodzenia Polski (2006)[1]

## Publikacje książkowe
- Aniela Steinsbergowa: Widziane z ławy obrończej. Paryż: Instytut Literacki, 1977. OCLC 69483801. Brak numerów stron w książce
- Aniela Steinsbergowa: Proces KSS KOR : refleksje i analogie. Warszawa: CDN, 1983. OCLC 830217048. Brak numerów stron w książce

Tłumaczenia
- Claude Lévi-Strauss, Smutek tropików, Warszawa : Państwowy Instytut Wydawniczy, 1960.
- Jean Rostand, Biologia twórcza, Warszawa : Państwowe Wydawnictwo Naukowe, 1964
- Claude Lévi-Strauss, Totemizm, Warszawa : Państwowe Wydawnictwo Naukowe, 1968.
- Jean Mazel, Zagadki Maroka, Warszawa : Państwowy Instytut Wydawniczy, 1975.